# Händel-Porträt von Christoph Platzer
Das Händel-Porträt von Christoph Platzer von ca. 1710 ist eine Miniatur des Malers Christoph Platzer von Georg Friedrich Händel. Sie gilt als ältestes authentisches Porträt des Barockkomponisten. Das Gemälde mit der Signatur BS-I 045 wurde 1948 aus dem Händel-Haus in Halle an der Saale gestohlen und gilt seitdem als verschollen.

## Geschichte
Aufgrund der physiognomischen Merkmale (nach Bernd Baselt und Edwin Werner) und der Abgleiche mit anderen Porträts geht das Händel-Haus von einem authentischen Händel-Porträt aus. Über die Provenienz des Gemäldes ist allerdings wenig bekannt. Es befand sich jedenfalls Anfang des 20. Jahrhunderts im Eigentum der Kunstsammler Francis und Minnie Wellesley.
Unklarheit herrscht unter Händel-Forschern darüber, wann der Hintergrund des Werks bekannt wurde: Edwin Werner (2017) strich heraus, dass das Gemälde bereits 1914 im Katalog A Hand-list of the miniatures and portraits in plumbago or pencil belonging to Francis and Minnie Wellesley adäquat verzeichnet war. Hans Joachim Marx (2017) ging noch davon aus, dass es erstmals 1918 im Zuge einer Katalogveröffentlichung durch den Kunsthistoriker George C. Williamson dem in England unbekannten Maler Christoph Platzer zugeordnet wurde. Williamson, der sich mit dem Verleger Newman Flower austauschte, sah möglicherweise bei der Perücke Ähnlichkeiten mit dem Händel-Porträt von Thomas Hudson (1756) in der National Portrait Gallery in London. Ob Flower, der vor 1918/19 wohl noch nicht als Händel-Koryphäe bekannt war, hier der maßgebliche Stichwortgeber war, bezweifelt Werner.
Am 28. Juni 1920 wurde die Miniatur bei Sotheby, Wilkinson & Hodge in London (Los 624) für nur 33 britische Pfund an den Kunstliebhaber Byam Shaw versteigert. Ein erster Abdruck erfolgte 1918 im Connaisseur, ein späterer 1923 in Flowers Händel-Biographie. Nachdem der Musikhistoriker Edward Dent in einer Gedächtnisrede 1935 auf den Händel-Fund hingewiesen hatte, schaltete sich die Stadt Halle ein. Diese erwarb die Miniatur von dem Londoner Antiquar und Kunsthändler Percy H. Muir für nunmehr 950 britische Pfund.
Die Miniatur mit der Signatur BS-I 045 wurde vor der Eröffnung des Händel-Hauses in Halle an der Saale 1948 aus dem Musikmuseum unter mysteriösen Umständen gestohlen und gilt seitdem als verschollen. Marx ließ offen, ob es nicht wie auch andere Objekte als Beutekunst in die Sowjetunion ging. Werner führte den Diebstahl eher auf den wertvoll bestückten Rahmen zurück.
Es ist allein ein Monochrom-Negativ aus den späten 1930er Jahren erhalten geblieben, das seinerzeit von dem Fotografen Gerhard Roth angefertigt wurde. Eine Beschreibung des Originals im Auktionskatalog von 1920 erwähnt eine weiße Krawatte (oder einen Schal aus Seide) und einen blauen Mantel. Die Miniatur befand sich in einem ovalen, silbernen und mit Edelsteinen bestückten Filigranrahmen. Diese Art Rahmen war im frühen 18. Jahrhundert durchaus vorhanden, aber eher selten, möglicherweise wurde er später angebracht. Eine mutmaßliche Signierung ist anhand des Fotos nicht feststellbar.
Anlässlich des Händel-Jubiläums 1985 gab das Händel-Haus 1983 bei der Dessauer Restauratorin Luzie Schneider eine Replik in Auftrag, die das Foto und die Beschreibung als Grundlage nahm. Schneiders Werk ist heute in der Dauerausstellung im Händel-Haus zu sehen (BS-I 065).